# Stoumont
Stoumont è un comune belga di 3 025 abitanti, situato nella provincia vallona di Liegi.